# About Us (film)
About Us è un film del 2020 diretto da Stefan Schwartz.

## Trama
Una giovane coppia in crisi matrimoniale torna in Italia, luogo dove trascorsero la loro luna di miele otto anni prima, per cercare di riaccendere la loro fiamma.

## Produzione
Il film è stato girato interamente in Italia.